# (14501) Tetsuokojima
(14501) Tetsuokojima est un astéroïde de la ceinture principale.

## Description
(14501) Tetsuokojima est un astéroïde de la ceinture principale. Il fut découvert le 29 novembre 1995 à Ōizumi par Takao Kobayashi. Il présente une orbite caractérisée par un demi-grand axe de 2,21 UA, une excentricité de 0,14 et une inclinaison de 5,3° par rapport à l'écliptique.

## Compléments